# Edificio Consistorial de Valparaíso
El Edificio Consistorial de Valparaíso es un edificio municipal de estilo historicista, sede de la Municipalidad de Valparaíso, Chile. Fue construido en 1900 para la familia Espic y Huidobro, y tenía en su primer piso locales comerciales. Su salón central es una reproducción de la casa Pansa de Pompeya.
El edificio pasó a la familia de Carlos Lamarca, a Joaquín Edwards Bello, al Club Valparaíso, y luego a la Municipalidad.